# Sainte-Marguerite (Haute-Loire)
Sainte-Marguerite település Franciaországban, Haute-Loire megyében. Lakosainak száma 37 fő (2022. január 1.). Sainte-Marguerite Chassagnes, Collat, Josat és Mazerat-Aurouze községekkel határos.

## Népesség
A település népessége az elmúlt években az alábbi módon változott:
| Lakosok száma | 65   | 42   | 38   | 32   | 39   | 41   | 43   | 43   | 41   | 37   |
|               | 1968 | 1982 | 1990 | 2006 | 2013 | 2015 | 2017 | 2019 | 2020 | 2022 |